# John Cochrane
John Cochrane (1798 – 2. března 1878) byl skotský právník a šachový mistr.
Po službě v Britském královském námořnictvu se stal právníkem. Byl poměrně silným šachistou a na počátku 19. století byl považován za nejsilnějšího londýnského hráče. Roku 1821 odjel do Francie, aby se zde střetl v Saint-Cloud střetl s Alexandrem Deschapellesem a jeho žákem La Bourdonnaisem. Oba zápasy však prohrál, s Deschapellesem 6:1 (=1) (přestože měl výhodu pěšce na sloupci f a dvou tahů) a La Bourdonnaisem 7:0.
Od roku 1824 do roku 1868 působil Cochrane v Indii, v letech 1841–1843 však žil v Londýně. V té době dokázal porazit Pierra Charlese Fourniera de Saint-Amanta 6:4 (=1) a s Howardem Stauntonem remizoval 3:3, když mu Staunton poskytl výhodu pěšce a tahu.
Byl prvním hráčem, kdo kdy v turnaji použil zahájení dnes zvané Nimcovičova indická obrana a to v partii John Cochrane – Moheschunder Bonnerjee, hrané v Kalkatě roku 1851.